# Río Peralonso
El río Peralonso es un río de Colombia, un afluente del río Zulia que atraviesa el departamento de Norte de Santander y recibe a su paso diversas quebradas. En su curso, en el puente de la Laja, municipio de Santiago, se desarrolló una de las principales batallas de la guerra de los mil días.
El río nace a una altitud de 3500 m en el parque natural Regional Santurbán - Salazar de las Palmas en la vereda Santa Rosa. 
- Datos: Q6115528
- Multimedia: Peralonso River / Q6115528